# Puebla del Duc
Puebla del Duc o del Rugat (en valenciano, La Pobla del Duc) es un municipio español de la Comunidad Valenciana, España. Pertenece a la provincia de Valencia, en la comarca de Valle de Albaida. Cuenta con una población de 2449 habitantes (INE 2024).

## Geografía
Se sitúa en la margen cuenca derecha del río Albaida.
El clima es mediterráneo.

Desde Valencia se accede a esta localidad a través de la A-7 para enlazar con la CV-40 y la CV-60 para finalizar en la CV-611. Por ferrocarril se puede llegar a través de la línea 47 de Renfe Media Distancia, también conocida como línea Valencia-Játiva-Alcoy. 

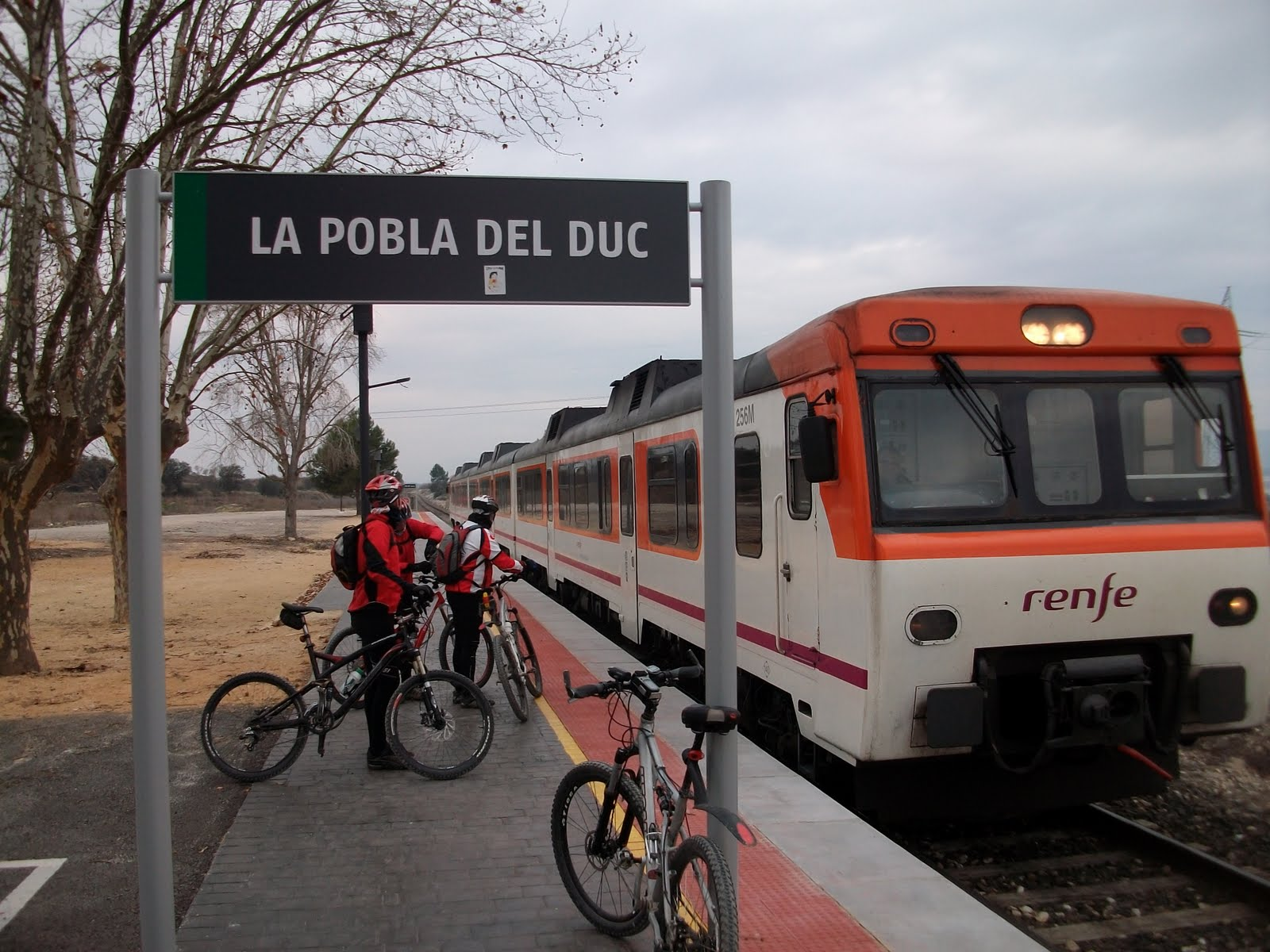
Estación ferroviaria de Puebla del Duc

### Localidades limítrofes
El término municipal de Puebla del Duc limita con las siguientes localidades:
Bélgida, Beniatjar, Benigánim, Castellón de Rugat, Cuatretonda, Luchente, Otos y Sempere, todas ellas de la provincia de Valencia.

## Historia
Sobre su origen se sabe que en el lugar existían alquerías fundadas y habitadas por los musulmanes y que tras la conquista del rey Jaime I de Aragón a mediados del siglo XIII, este rey concedió una nueva fundación, entregándole al señor de Bellvis, señor feudal que por entonces regentaba estas tierras, la llamada Carta Puebla, para la fundación de un nuevo núcleo urbano reconocido por el Reino de Valencia. Más tarde, este señorío, entregó esta posesión a los Duques de Gandía, más concretamente a los duques de la Casa de Borja, de ahí su actual nombre.

## Demografía
Puebla del Duc cuenta con una población de 2449 habitantes (INE 2024).
| Gráfica de evolución demográfica de Puebla del Duc entre 1842 y 2021                                                |
| |
| Población de derecho según los censos de población del INE Población de hecho según los censos de población del INE |

## Economía
Hasta hace escasos años la vid era el principal y casi el único sostén económico de esta población. Pero con el tiempo y las exigencias del mercado hoy por hoy gran parte del suelo se dedica a frutales de verano, como el ciruelo, melocotoneros y el albaricoquero. 
La ganadería cuenta con varias granjas avícolas y porcinas, mientras que en libertad pastan unas 200 cabezas de lanar.
El sector industrial ha visto un amplio crecimiento en los últimos años, siendo todavía de menor importancia que las actividades agroalimentarias.

## Administración y política
| Periodo   | Nombre                        | Partido   |
| --------- | ----------------------------- | --------- |
| 1979-1983 | Ángel Bataller Boscá          | AEI       |
| 1983-1987 | Romualdo Soler                | PSPV-PSOE |
| 1987-1991 | Rafael Calatayud Llorens      | PPCV      |
| 1991-1995 | Rafael Calatayud Llorens      | PPCV      |
| 1995-1999 | Rafael Calatayud Llorens      | PPCV      |
| 1999-2003 | José Luis Soler               | UV        |
| 2003-2007 | Natalio José Navarro Pellicer | PPCV      |
| 2007-2011 | Natalio José Navarro Pellicer | PPCV      |
| 2011-2015 | Vicent Gomar Moscardó         | PSPV-PSOE |
| 2015-2019 | Vicent Gomar Moscardó         | PSPV-PSOE |
| 2019-2023 | Vicent Gomar Moscardó         | PSPV-PSOE |

## Patrimonio
- Casas Solariegas. Aún quedan en la población, gran número de casas solariegas, que aunque espartanas en sus acabados, no pierden el encanto mediterráneo.
- Iglesia parroquial. Dedicada a Nuestra Señora de la Asunción, de planta rectangular y torre de base hexagonal. La capilla de la Comunión fue construida en el pasado siglo.
- Jardín del Calvario. Interesante jardín.
- La Poasa. Antiguo pozo, considerado a partir del cual se establece los primeros habitantes en la zona.
- Convento de Mínimos. Fundado en 1603, tomando como base la ermita de San Sebastián y San Fabián, situada en las afueras de la población. Tras la desamortización eclesiástica y la exclaustración decretada por Mendizábal en 1835, el edificio fue cedido al ayuntamiento, quien lo derribo. De la primitiva iglesia del convento está dedicada a San Cosme y San Damián y apenas quedan los arcos de las puertas, los cuales han sido integrados en un pequeño parque-jardín.

## Fiestas locales
- Fiestas Patronales. Celebra sus fiestas en septiembre en honor al Cristo del Amparo, San Blas y la Divina Aurora.
- Fiestas Cívicas. Durante los últimos años la población ha ido desarrollando nuevos actos lúdicos para el disfrute de grandes y pequeños, como la Feria Comercial y Gastronómica de Puebla del Duc: "Bon profit i bona gana".